# Щ-323
Щ-323 — советская подводная лодка типа «Щука». Входила в состав Балтийского флота, первой потопила судно в ходе Советско-финской войны. Погибла в 1943 году на мине при попытке прорыва морской блокады Ленинграда.

## История строительства
Щ-323 была заложена 31 декабря 1934 года на заводе «Красное Сормово» города Горький. 10 апреля 1935 года спущена на воду, после чего по внутренним водным путям была доставлена в Ленинград для достройки и прохождения приёмо-сдаточных испытаний. 3 ноября 1936 года ПЛ вступила в строй, на ней поднят Военно-морской флаг СССР. Лодка вошла в состав Краснознамённого Балтийского флота (КБФ), зачислена в 22-й дивизион (ДнПЛ) 2-й бригады (БрПЛ) КБФ, с базированием в Кронштадте.

## История службы

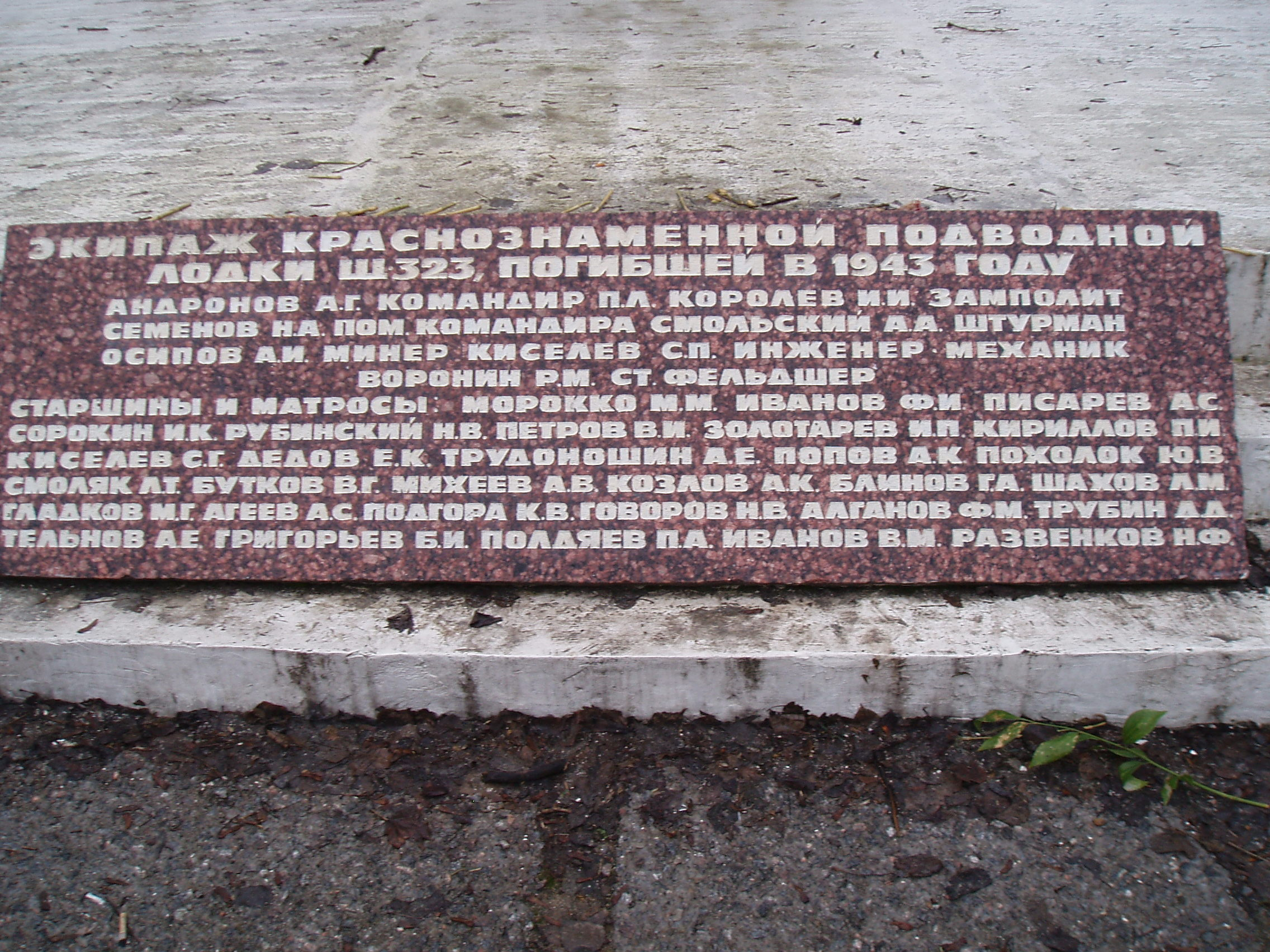
Памятная доска мемориала погибшим подводникам Щ-323 на Смоленском кладбище Санкт-Петербурга

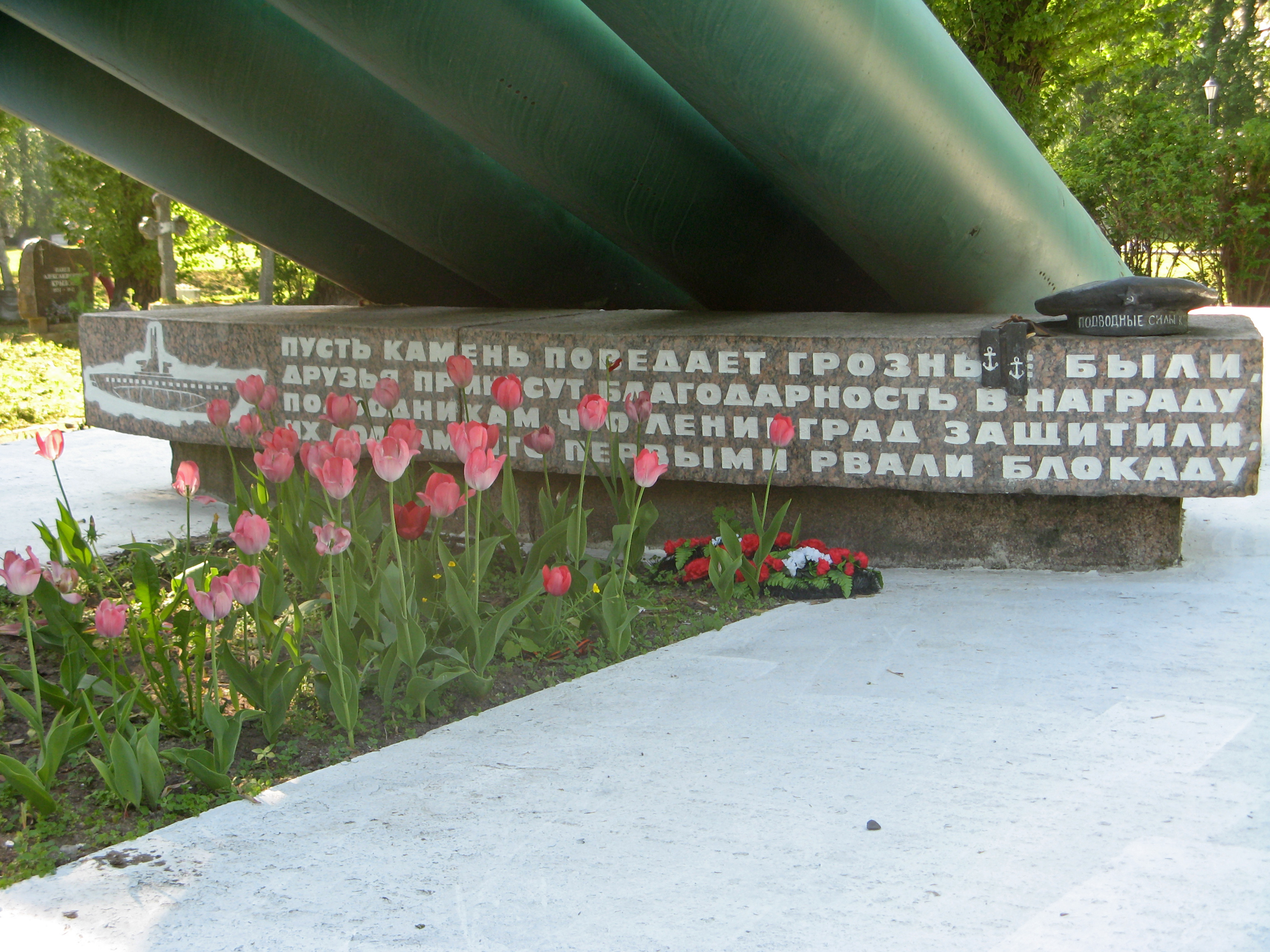
Пусть камень поведает грозные были / Друзья принесут благодарность в награду / Подводникам, что Ленинград защитили / Их лодкам, что первыми рвали блокаду

В 1939 году снялась в фильме «Четвёртый перископ» режиссёра В. В. Эйсымонта в роли подводной лодки «Спрут».
В октябре 1939 года в ходе подготовки к советско-финской войне в составе дивизиона была перебазирована в Таллин. В ходе советско-финской войны выполнила 2 боевых похода.
Щ-323 потопила 10 декабря 1939 одиночный транспорт — эстонский пароход «Кассари» (379 брт), в устье Финского залива. Транспорт возвращался в Таллин из шведского города Сундсвалль и был потоплен артиллерийским огнём 45-мм орудий лодки, выпущено 160 снарядов, при этом погиб один моряк — механик судна. Шлюпки, в которых пыталась спастись команда судна, были обстреляны из пулемёта, при этом ещё двое моряков были ранены, и только поломка прожектора остановила преследование лодкой шлюпок. Штаб расценил действия при потоплении «Кассари» как «дикие и зверские», однако несмотря на это командир ПЛ Ф. И. Иванцов награждён орденом Красной Звезды. Вскоре после этого эпизода приказом наркома ВМФ Кузнецова советским подводным лодкам было запрещено атаковать нейтральные суда вне границ зоны блокады.
В ходе Великой Отечественной войны Щ-323 совершила 4 боевых похода.
Наиболее напряжённым был поход с 14 октября по 8 ноября 1941 года в район Норрчёпингской бухты. Это был третий боевой поход Щ-323 в Великой Отечественной войны, в нём ПЛ выпустила по немецким кораблям 8 торпед, её командир заявил о четырёх победах в этом походе. Достоверно подтверждена только одна — 16 октября 1941 Щ-323 потопила немецкий пароход «Балтенланд» (3724 брт) с грузом леса. За этот поход командир награждён орденом Ленина.
17 января 1942 подлодка Щ-323 награждена орденом Красного Знамени.
Затонула после полуночи 1 мая 1943 года в Морском канале после подрыва на донной неконтактной мине. Подошедший спустя полчаса после взрыва катер ЗК-40 поднял из воды державшихся за перископные тумбы моряков — дивизионного штурмана М. С. Солдатова, штурмана лодки А. А. Шишаева и штурманского электрика П. А. Евдокименко. Гораздо позднее, отстрелив торпеду из кормового торпедного аппарата и выйдя через него 11 подводников сумели достичь поверхности, но почти все погибли из-за переохлаждения — уже вечером другой катер КМ-44 смог снять с тех же тумб только двух человек — матросов И. А. Харченко и А. М. Назарова. Летом 1944 года, после снятия блокады и освобождения ближайшего берега залива от войск противника обе части подводной лодки были подняты Аварийно-спасательной службой (АСС) КБФ и обследованы. Останки погибших моряков-подводников захоронены на Смоленском кладбище в Ленинграде. В 1949 году корпус ПЛ был разделан на металл.
17 октября 1980 года моряков перезахоронили на мемориальном Братском кладбище. В 1983 году над братской могилой возвели памятный мемориал.

## Командиры
- март-июнь 1936: Н. Е. Ефимов
- октябрь 1936: И. А. Немченко, параллельно командовавший также строящейся Щ-313
- октябрь 1936 — февраль 1938: Д. А. Павлуцкий, до мая 1937 — и. о.
- февраль — ноябрь 1938: С. С. Сиротинский
- ноябрь 1938 — июль 1942: старший лейтенант Ф. И. Иванцов (с 1941 — капитан-лейтенант)
- июль 1942 — май 1943: капитан 2-го ранга А. Г. Андронов